# Peter Kolman
Peter Kolman (* 29. Mai 1937 in Bratislava; † 5. November 2022 in Deutsch-Wagram) war ein slowakisch-österreichischer Komponist.

## Leben
Als Kind jüdischer Eltern überlebte Peter Kolman die 1944/1945 im Rahmen der Verfolgung und Deportation aus der Slowakei erfolgte Inhaftierung im Konzentrationslager Theresienstadt (Terezín), während ein Großteil seiner Familie, darunter sein Vater und sein Bruder, Opfer des Holocaust wurde. Seine Kompositionsstudien begann er 1951–1956 am Konservatorium Bratislava, 1956–1960 studierte er an der Akademie der Darstellenden Künste, der nunmehrigen Hochschule für Musische Künste Bratislava (Vysoká škola múzických umení v Bratislave – VŠMU) bei Ján Cikker. 1961 begann er als Musikredakteur beim tschechoslowakischen Rundfunk in Bratislava zu arbeiten. 1965–1977 war er dort Leiter des von ihm mitgegründeten Studios für elektronische Musik. Daneben war er vielfältig im Bereich der Neuen Musik aktiv. 1965 und 1966 nahm er an den Internationalen Ferienkursen für Neue Musik in Darmstadt teil. 1967 wurde er Vorstandsmitglied des Slowakischen Komponistenverbands.
Nach der Niederschlagung des sogenannten Prager Frühlings im August 1968 geriet Kolman unter den Druck politischer Verfolgung durch das kommunistische Regime. Er wurde aus dem Komponistenverband ausgeschlossen, Aufführungen und Publikationen seiner Werke wurden verboten. 1977 emigrierte er nach Österreich, wo er in Wien eine Anstellung als Redakteur beim Musikverlag Universal Edition erhielt, die er bis zu seiner Pensionierung 2002 innehatte. Bereits früh wurde ihm 1979 die österreichische Staatsbürgerschaft („für außerordentliche Leistungen im Interesse der Republik Österreich“) verliehen. Kolman lebte als freischaffender Komponist in Deutsch-Wagram bei Wien. Sein Schaffen ist durch Einflüsse der Wiener Schule und der internationalen Nachkriegs-Avantgarde gekennzeichnet. Es umfasst vor allem Orchester- und Kammermusik sowie elektroakustische Werke.

## Werke (Auswahl)

### Chor und Orchester
- Ach, ty zem! (Oh, du Erde!) Kantate nach einem Text von Ján Poničan[5] für gemischten Chor und Orchester (1956)

### Orchester
- Smútočná hudba (Trauermusik) (1958)
- Vier Orchesterstücke (1963, rev. 1996)
- Monument per 6.000.000 (1964–1966, rev. 1996)
- Movement. Musik für Blasinstrumente und Schlagzeug (1971)
- Konzert für Orchester (1995)
- Drei Essays (2011)

### Soloinstrument(e) und Orchester
- Konzert für Violine und Orchester (1960, rev. vor 2003)

### Ensemble
- Partecipazioni für zwölf Instrumente (1962)[6]
- Panegyrikos für vier Oboen, vier Trompeten, vier Schlagzeuger und vier Violoncelli (1964, rev. 1998)
- Musik für 14 Streichinstrumente (1978, rev. 1990)
- Take Over für zwölf Violoncelli (2001)

### Duos und Kammermusik
- Streichtrio (1957)
- Dve časti (Zwei Sätze) für Flöte, Klarinette, Violine und Klavier (1960)
- Sonata canonica für Klarinette und Bassklarinette (1963)
- Molizácia (Molisation). Mobile für Flöte und Vibraphon (1965)
- Streichquartett Nr. 1 (1970)
- „...wie ein Hauch von Glückseligkeit“ für Violine und Klavier (1978)
- Ausgedehnter Dominantseptakkord zu Ehren Alfred Schlees für Streichquartett (1991)
- Streichquartett Nr. 2 „Refrain“ (1970)

### Orgel solo
- Drei Orgelstücke:
  - Laudatio (1982)
  - Interludium (1984)
  - Jeu de touches (1986)

### Klavier solo
- Sonatine (1955)
- Tri miniatúry (Drei Miniaturen) (1956)
- Drei Klavierstücke zum Gedächtnis Arnold Schönbergs (1960)
- Nota bene (1978)

### Elektroakustische Kompositionen
- Motto non perpetum (1968)
- D 68 (1968)
- Omaggio a Gesualdo (1970)
- Eine kleine Nachtmusik (1971)
- Pomaly ale nie príliš (Lentement mais pas trop) (Langsam, aber nicht zu viel) (1972)
- E 15 (1974)
- Poliritmica (1974)
- 9&#189 (1976)

### Bearbeitungen
- Johann Sebastian Bach: 15 zweistimmigen Inventionen, Bearbeitung für zwei Flöten
- Johann Sebastian Bach: Bach-Büchlein. 14 Stücke, Bearbeitung für zwei Flöten
- Alban Berg: Hier ist Friede aus „Altenberg Lieder“ op. 4 Nr. 5, Bearbeitung für Klarinette, Klavier und Streichquartett
- Frédéric Chopin: Vier Walzer, Bearbeitung für Flöte und Klavier
- Claude Debussy: 8 Pièces Choisies, Bearbeitung für Flöte und Klavier
- Wolfgang Amadeus Mozart: Das Mozart-Büchlein. Neun Stücke, Bearbeitung für zwei Flöten
- Wolfgang Amadeus Mozart: Variationen über das französische Lied „Ah! vous dirai-je, Maman“, Bearbeitung für zwei Flöten

## Diskographie (Auswahl)
- Partecipazioni per 12 strumenti – Hudba dneška, Dirigent: Ladislav Kupkovič – auf: New Slovak Compositions (Supraphon, LP 1965)
- Štyri skladby pre orchester – Sinfonieorchester des Tschechoslowakischen Rundfunks, Dirigent: Bystrík Režucha – auf: Miro Bázlik, Ladislav Kupkovič, Peter Kolman, Ilja Zeljenka, Juraj Pospíšil, Ivan Parík (Supraphon, LP 1966)
- Panegyrikos – Hudba dneška, Dirigent: Ladislav Kupkovič – auf: Musica nova bohemica et slovaca (Supraphon, LP 1967)
- Monumento per 6.000.000 – Sinfonieorchester des Tschechoslowakischen Rundfunks, Dirigent: Bystrík Režucha – auf: A Memorial to the Victims of War (Everest, LP 1970)
- Monumento per 6.000.000 – Sinfonieorchester des Tschechoslowakischen Rundfunks, Dirigent: Bystrík Režucha – auf: Musique Tchecoslovaque Nouvelle (CBS, LP 1970)
- Molizácia – VENI ensemble – auf: VENI ensemble (Slowakischer Musikfonds, CD 1992)
- Štyri skladby pre orchester – Tschechoslowakisches Radiosinfonieorchester Bratislava, Dirigent: Marián Vach – auf: Musica Symphonica Slovaca (Slovak Radio Records, CD 1992)
- E 15 – auf: Elektroakustická Hudba (Slowakischer Rundfunk/Radio Bratislava, CD 1992)
- Ausgedehnter Dominantseptakkord zu Ehren Alfred Schlees – Arditti Quartet – auf: from vienna – arditti string quartet (Montaigne, CD 1994)
- Pomaly ale nie príliš (Lentement mais pas trop) – Experimentálne štúdio Bratislava, Peter Janík, Ján Backstuber – auf: Experimental Studio Bratislava Series 1 (VŠMU, CD 2015)
- Koncert pre orchester, Štyri skladby pre orchester , Smútočná hudba, Tri eseje, Monumento per 6.000.000 – Jozef Horváth (Violine), Slowakische Philharmonie, Dirigent: Zsolt Nagy – auf: Slowakische Philharmonie – Peter Kolman (Slowakische Philharmonie, CD 2017)
- Smútočná hudba (Trauermusik) – Sinfonieorchester des Slowakischen Rundfunks, Dirigent: Mirko Krajči – auf: Slowakische Orchesterwerke (Slowakischer Musikfonds, CD 2020)